# Rhinella amboroensis
Rhinella amboroensis una especie de gripau de la família dels bufònids. És endèmica de Bolívia. Va ser descrit per Michael B. Harvey i Eric N. Smith el 1993.
Té el dors berrucat marró fosc amb una línia grog pàl·lid. Viu hàbitats aquàtics i terrestres dins dels boscos núvols, inclosos els petits rierols. És una espècie en desenvolupament larvari. Se'n van trobar exemplars immòbils al fons d'un rierol clar durant el dia. Per aquest comportament i una extensa corretja als peus, se suposa que té un hàbit aquàtic.

## Distribució
Cochabamba, La Paz Santa Cruz.